# San Miguel Arcángel (Buenos Aires)
San Miguel Arcángel es una localidad en el partido de Adolfo Alsina, provincia de Buenos Aires, Argentina.

## Población
Cuenta con 774 habitantes (Indec, 2010), lo que representa un INCREMENTO del 19% frente a los 649 habitantes (Indec, 2001) del censo anterior.
| Gráfica de evolución demográfica de San Miguel Arcángel entre 1991 y 2010 |
|                                                                           |
| Fuente: Censos nacionales del INDEC                                       |

## Historia
Fue fundada el 29 de septiembre de 1903 por 15 familias de alemanes del Volga (entre paréntesis se indican los nombres en alemán):
- Jacobo (Jakob) Bahl & Catalina (Katharina) Rausch
- Juan (Johannes) Baier & Ana Margarita (Anna Margaretha) Arzer
- Enrique (Heinrich) Balle & Catalina (Katharina) Glock
- Nicolás (Nikolaus) Beratz & Ana Maria (Anna Maria) Höfner
- Juan (Johannes) Brendel & Catalina Elisabeta (Katharina Elisabeth) Kreismann
- Pedro (Peter) Fuhr & Bárbara (Barbara) Ruppel
- Nicolás (Nikolaus) Haspert & Catalina (Katharina) Strömel
- Andrés (Andreas) Kees & Ana Maria (Anna Maria) Strömel
- Juan (Johannes) Kees & Ágata (Agathe) Zwenger
- Miguel (Michael) Kees & Catalina (Katharina) Krüger
- José (Joseph) Kreder & Ana Margarita (Anna Margaretha) Weth
- Nicolás (Nikolaus) Leonhardt & Catalina (Katharina) Schwab
- Juan (Johannes) Rausch & Ana Margarita (Anna Margaretha) Schwab
- Lorenzo (Lorenz) Stegmann & Ana Margarita (Anna Margaretha) Reissing
- Matías (Matthias) Zwenger & Apolonia (Apollonia) Giesler

El nacimiento de la localidad Colonia San Miguel Arcángel se remonta hacia 1878 con la llegada de los alemanes del Volga que migraban hacia el sudoeste de la provincia de Buenos Aires.
Los hermanos Juan y Guillermo Wagner proveniente de la zona de Puan fueron los pioneros en la ampliación del territorio, concretamente de San Miguel Arcángel. Estos mismos se contactaron con el señor Antonio Leloir, (residente en Buenos Aires) con el deseo de concretar la compra de 10 mil hectáreas a 45 km del sudoeste de Puán. Seguidamente surgieron 15 interesados en la eventual compra proveniente de la Colonia n.º 2 de Coronel Suárez. Entre ellos don Juan Kees y Jacobo Bahl quienes viajaron a Buenos Aires para concretar la compra con el señor Leloir, por un valor de $16,00 por hectárea al contado.
Una vez finalizado esto, entre 1903 y 1904, se comenzó con los trabajos de cavar pozos para el agua, construir las viviendas, proceder al alambrado de los predios y quintas. Una dificultad en estos comienzos fue que los materiales necesarios para las obras tenían que ser traídos de Carhué y Puán (distantes a 50 y 45 km respectivamente). Sin embargo, estos contratiempos no determinaron el avance de la comunidad.

## Historia de la iglesia San Miguel Arcángel
En esos tiempos se destacaba la necesidad imperiosa de una obra en el ambiente[cita requerida]: La construcción de la iglesia, que reuniera capacidad para cobijar a toda la población y belleza estética para elevar el espíritu hacia Dios.
Había por ese tiempo un arquitecto muy estimado en la región, de nombre Bäuerle (quien ya había realizado numerosos proyectos similares), y a él le encomendó la comisión “Pro Templo” la confección de los planos para el futuro templo de San Miguel. 
Simultáneamente con los planos, el padre Juan Kotulla se fue a La Plata, para elevar a la Junta de la Curia el proyecto y recabar la autorización necesaria para iniciar las obras, sobre los terrenos. Ese permiso le fue concedido el 25 de agosto de 1907.
Al año siguiente en los meses libres de labores rurales comenzó la obra con ritmo acelerado. Los hornos de ladrillos situados a las afueras trabajaban febrilmente, y la arena se traía desde una laguna cercana. Los profesionales, herreros y carpinteros, facilitaban material y mano de obra. Así San Miguel sin descanso construía su templo. Tanto, que desde la aprobación del plano hasta la terminación solo habían pasado dos años.
En su tiempo era una catedral para aquel reducido grupo de colonos… Y un día el pueblo, dijo, con la voluntad de quien quiere proceder: es necesario ampliar la iglesia (en 1959)[cita requerida].
Y siguiendo el ejemplo de sus antepasados, estos también pusieron manos a la obra de la ampliación, tan difícil como la edificación primera.
Dos años de trabajo y de lucha comprendió la obra, tiempo en el que San Miguel abandonó su iglesia para refugiarse en el salón parroquial (capilla de emergencia) hasta la inauguración de la ampliación.
La colonia quiso celebrar dignamente el resultado, igual que 50 años atrás lo hicieron sus antepasados.
Y llegó la víspera del 29 de septiembre, como tantas veces gloriosas para San Miguel. 
El padre Kotulla fallece a los 64 años. En su honor descansa en su iglesia, al pie del altar del Sagrado Corazón de Jesús. En su lápida dice: “Santo Padre Kotulla, ruega por nosotros”.

## Estructura de la iglesia
La edificación del templo data del año 1909, de la cual solo se conserva una parte original, ya que el resto fue ampliado.
El templo fue construido con ladrillos rústicos, techo de zinc y con distintas caídas. En sus paredes se puede apreciar numerosas ventanas ojivales o de arco apuntado. Ese formato indica manos en oración[cita requerida]. Algunas de ellas presentan vitró multicolores con imágenes bíblicas. 
Su arquitectura corresponde al estilo gótico por sus ventanas y predominio de líneas rectas quebradas, aunque no presenta varias torres altas y finas (característica del estilo gótico), sino una torre gruesa.
El interior conserva de la antigua estructura, el techo abovedado adornado con pinturas referentes a los acontecimientos bíblicos presentando características de arte renacentista (por la naturalidad y proporción de los cuerpos humanos).
Algunas reformas, como por ejemplo el cambio de las puertas centrales y laterales, no respetaron el estilo gótico de la estructura.

## La Kerb
Es una costumbre local la realización de la fiesta denominada “la kerb”,  herencia de la tradición de los alemanes del Volga.  Dicha fiesta representa el día del Santo Patrono de la iglesia (fiesta patronal), por su parte el vocablo “Kerb” se desprende de la palabra Kircheweich que significa “Bendición de la Iglesia”, Kirche “iglesia” y weich “bendición”. De este modo la Kerb unifica los aspectos religiosos y sociales en los días que conmemora su aniversario.
Se trata de una festividad reconocida y muy importante para la comunidad y las poblaciones aledañas, dado que conserva sus raíces ancestrales. 
Estas fiestas se prolongaban durante el transcurso de una semana entera en tiempos pasados[cita requerida]. En la actualidad se trata de unas jornadas particulares en que la comunidad abre sus puertas a la gente y recrea un ambiente para el encuentro. Así se comparten comidas y productos típicos de la colectividad.

## Monumentos  locales
Los monumentos sanmiguelenses reflejan, en cierta medida características de esta comunidad. Los lugares monumentales reafirman el espíritu religioso del pueblo ya que la mayoría tienen alguna relación con la iglesia y con su identidad alemana.
Una peculiaridad de estos aspectos mencionados, es que en ambos accesos de la localidad se encuentra algún monumento religioso, lo cual indica que tanto la bienvenida como el regreso están signados por el paso por algún hito religioso.
-	

### Monumentos de la crucifixión
Ubicado frente a la iglesia se halla una gruta con la representación de Cristo crucificado acompañado por la Virgen María y María Magdalena.
Las cruces: monumentos levantados para indicar la profunda religiosidad de las colonias alemanas y como signo de invocación de protección divina.
Anteriormente, antes y después de cada cosecha se realizaban procesiones acompañadas por oraciones y cantos para pedir o agradecer por la buenas cosechas.
-	

### Monumento al padre Kotulla
Fue construido en el año 1959, ubicado sobre la avenida 9 de julio, en homenaje a quien fuera mentor de las obras religiosas con un fuerte liderazgo local.
-

### Monumento a San Miguel
Patrono del pueblo y de la policía. Se localiza frente al destacamento policial sobre la avenida principal. Escultura donada por un Suboficial principal.
-	

### Monumento a la Madre
Se ubica en el bulevar de la avenida principal, frente a la Delegación Municipal. El mismo data del año 1964, en honor a las madres del pueblo.

### Monumento recordatorio a la primera Escuela Oficial Nacional N°27
El monumento proyecta sobre un monolito, una campana perteneciente a dicha institución. El mismo fue iniciativa de un grupo de ex maestros.

### Monumento a la “Virgen del Camino”
Presente dese 1993 dada la iniciativa de J.U.F.R.A. (Juventud Franciscana). Su diseño y construcción fueron llevados a cabo desde la Municipalidad.

### Monolito
Se erige sobre la avenida 9 de Julio en conmemoración del 75° aniversario de la fundación de la comunidad de San Miguel Arcángel homenajeando a sus primeros fundadores.

## Vocaciones religiosas

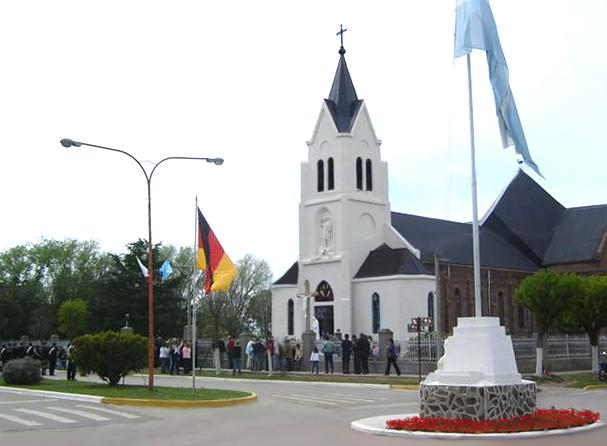
Banderas argentina y alemana frente a la iglesia de San Miguel Arcángel.

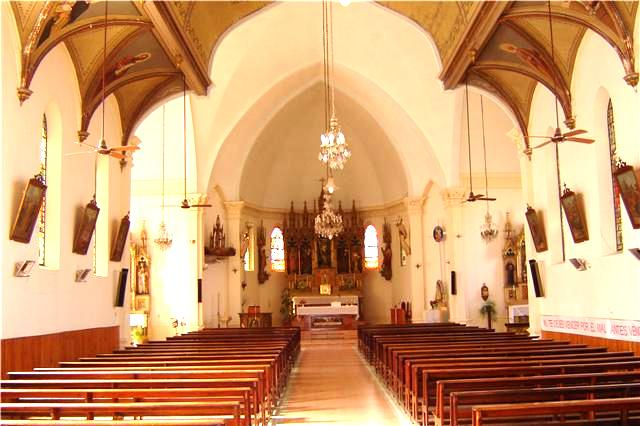
Interior de la iglesia.

San Miguel Arcángel es célebremente conocida, entre otras cosas, por ser la localidad que más vocaciones sacerdotales y religiosas pertenecientes a la Iglesia católica ha dado de toda la Argentina, seguida por la localidad de Santa Anita de la provincia de Entre Ríos, también fundada por alemanes del Volga.
- Mons. Jorge Novak
- Mons. Jorge Mayer
- Mons. Jorge Gottau
- Mons. Enrique Rau
- Pbro. José Brendel
- Mons. Víctor Pedro Zorn
- Pbro. Francisco Ulrich
- Pbro. José Bahl
- Pbro. Alejandro Gerling
- Pbro. Antonio Ulrich
- Pbro. Federico Acqua
- P. Jorge Prediger
- P. Luis Kreder
- Pbro. Jorge Koenig
- P. Federico Mayer
- Pbro. Arsenio Koenig
- Pbro. Marcos Schneider
- P. Matías Kloster
- P. Luis Kloster
- Hno. Valentín Leonhardt
- Pbro. Alejandro Durban
- Pbro. Emilio Gidaszewski
- P. Pedro Schwindt
- Pbro. Elías Heinrich
- Pbro. Andrés Koenig
- Pbro. Pedro Leonhardt
- P. Mariano Baimler
- Pbro. Alejandro Fahn
- P. José Ruppel
- Pbro. Arturo Fuhr
- P. Manuel Bahl
- Pbro. Luis Reim
- Pbro. Jorge Kloster
- P. José Gallinger
- Pbro. Hilario Gottfrit
- P. Luis A. Rodecker
- Hno. Javier Kinderknecht

Hermanas Siervas del Espíritu Santo
- Hna. Catalina Gette
- Hna. María Ruppel
- Hna. Ana Baumgartner
- Hna. Elena Prost
- Hna. Rosa Kissner
- Hna. Catalina Kloster
- Hna. María Denk
- Hna. María Acqua
- Hna. María Allerborn
- Hna. Ana Kissner
- Hna. Verónica Rosembach

Hermanas Franciscanas
- Hna. María Auxiliadora Dietzel
- Hna. Angélica Fuhr
- Hna. Silvana Denk
- Hna. Matilde Mock
- Hna. Delfina Fuhr
- Hna. Ana Kloster

Hermanas del Instituto Ntra. Sra. de Luján
- Hna. Luisa Ferster
- Hna. Ana Sacks
- Hna. Rosa Leonhardt
- Hna. Catalina Bahl
- Hna. Susana Ringelmann
- Hna. Elena Durban
- Hna. Filomena Recofski
- Hna. Paulina Becker
- Hna. María Brandel
- Hna. Elena Brendel
- Hna. Elena Leonhardt
- Hna. Josefina Gidaszewski
- Hna. Victoria Baimler
- Hna. Victoria Durban
- Hna. Catalina Weinzettel
- Hna. Ágata Fischer

Hermanas del Sagrado Corazón de Jesús
- Hna. Elena Vogel

Instituto Malinkrodt
- Hna. Margarita Prost

## Agricultura y ganadería
Enclavado en una gran llanura de la pampa húmeda del sudoeste bonaerense, zona de buenas tierras mixtas para dichas economías, llegó a tener su propio molino harinero en los años 1913 en adelante, que cerró por conflictos de índole laboral.

## Música
La música ha caracterizado culturalmente siempre a este pueblo, entre ellas la música alemana traída desde las márgenes del río Volga por los ancestros alemanes, convirtiéndolo en una de sus principales atracciones. En oportunidad de los festejos del centenario de la Colonia (2003), Adalberto Ruppel regaló a la Colonia su mayor obra "MI PUEBLO", un hermoso poema que define como nadie el sentir de este pequeño poblado del SO de la provincia de Buenos Aires

## Parroquias de la Iglesia católica en San Miguel Arcángel
| Arquidiócesis | Bahía Blanca        |
| ------------- | ------------------- |
| Parroquia     | San Miguel Arcángel |